# Ganoderma
Ganoderma P. Karst. (lakownica) – rodzaj grzybów z rodziny żagwiowatych (Polyporaceae). Obejmuje ponad 250 gatunków, wiele z nich ze strefy tropikalnej. W Europie występuje 7 gatunków.

## Cechy charakterystyczne
Grzyby pasożytnicze i saprotroficzne powodujące białą zgniliznę drewna. Owocniki jednoroczne lub wieloletnie. Kapelusze przyrośnięte bokiem, płaskie (lub dość grube), zazwyczaj półkoliste, półeczkowate, rzadko z trzonem. Pokryte są cienką, lakowatą lub żywiczną krustą, która często jest błyszcząca i stąd pochodzi nazwa rodzajowa. Rurki brązowe, z białymi, drobnymi porami. Miąższ łykowato-elastyczny do korkowato-drewnowatego. Wysyp zarodników rdzawobrązowy. Zarodniki o specjalnej budowie: mają podwójną ścianę. Jej wewnętrzna ściana jest kolorowa, a zewnętrzna (exosporium) bezbarwna i dość gruba. Przez jej pory rostkowe przenikają brodawki warstwy wewnętrznej.
Lakownice zawierają kwas lucidenowy, ganodermanodiol i ganoderiol – substancje o działaniu immunostymulującym i przeciwnowotworowym.

## Systematyka i nazewnictwo
Pozycja w klasyfikacji według Index Fungorum: Polyporaceae, Polyporales, Incertae sedis, Agaricomycetes, Agaricomycotina, Basidiomycota, Fungi.
Takson utworzył Petter Adolf Karsten w 1888 r. Synonimy naukowe: Dendrophagus Murrill, Elfvingia P. Karst.,
Friesia Lázaro Ibiza, Ganoderma subgen. Trachyderma Imazeki, Tomophagus Murrill, Trachyderma (Imazeki) Imazeki.
Polską nazwę podał Stanisław Domański w 1967 r. W polskim piśmiennictwie mykologicznym należące do tego rodzaju gatunki opisywane były także jako huba, wrośniak, lśniak lub żagiew.
Gatunki występujące w Polsce:
- Ganoderma adspersum (Schulzer) Donk (1969) – lakownica europejska[3]
- Ganoderma applanatum (Pers.) Pat. 1887 – lakownica spłaszczona
- Ganoderma carnosum Pat. 1889 – lakownica brązowoczarna
- Ganoderma lucidum (Curtis) P. Karst. 1881 – lakownica żółtawa
- Ganoderma pfeifferi Bres. 1889 – lakownica czerwonawa
- Ganoderma resinaceum Boud. 1890 – lakownica jasnomiąższowa

Nazwy naukowe na podstawie Index Fungorum. Wykaz gatunków i nazwy polskie według Władysława Wojewody.

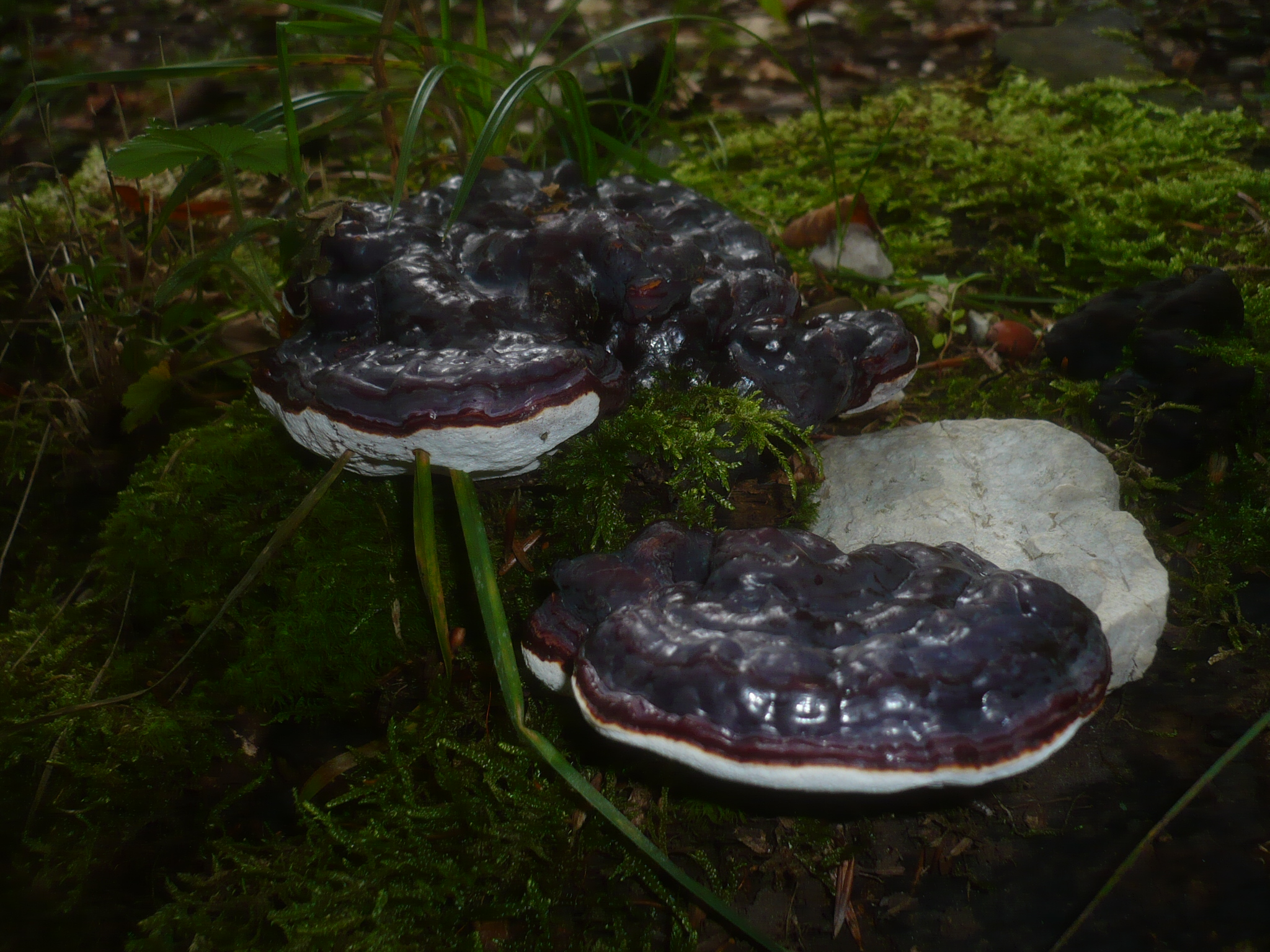
Lakownica brązowoczarna
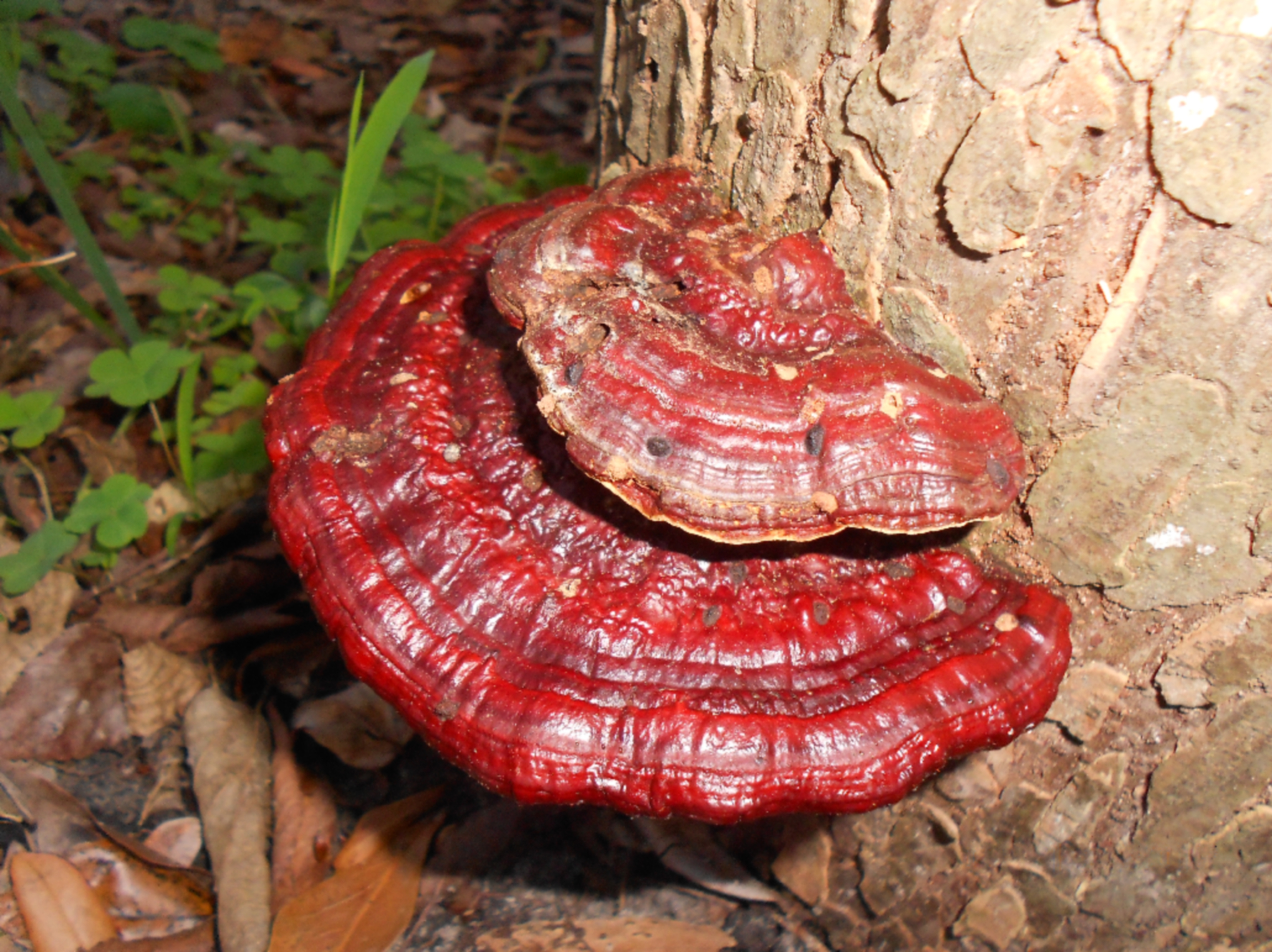
Lakownica czerwonawa
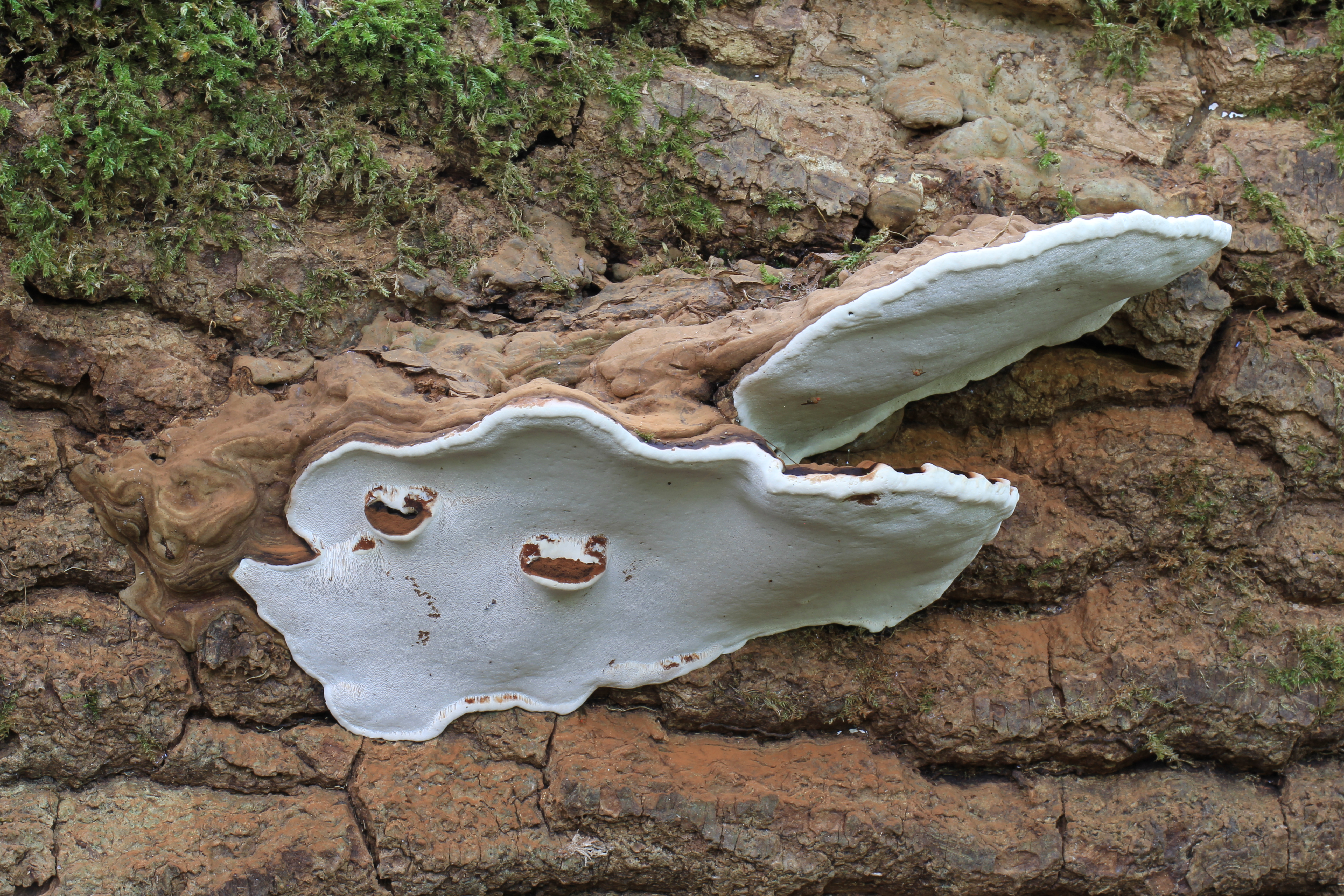
Lakownica europejska
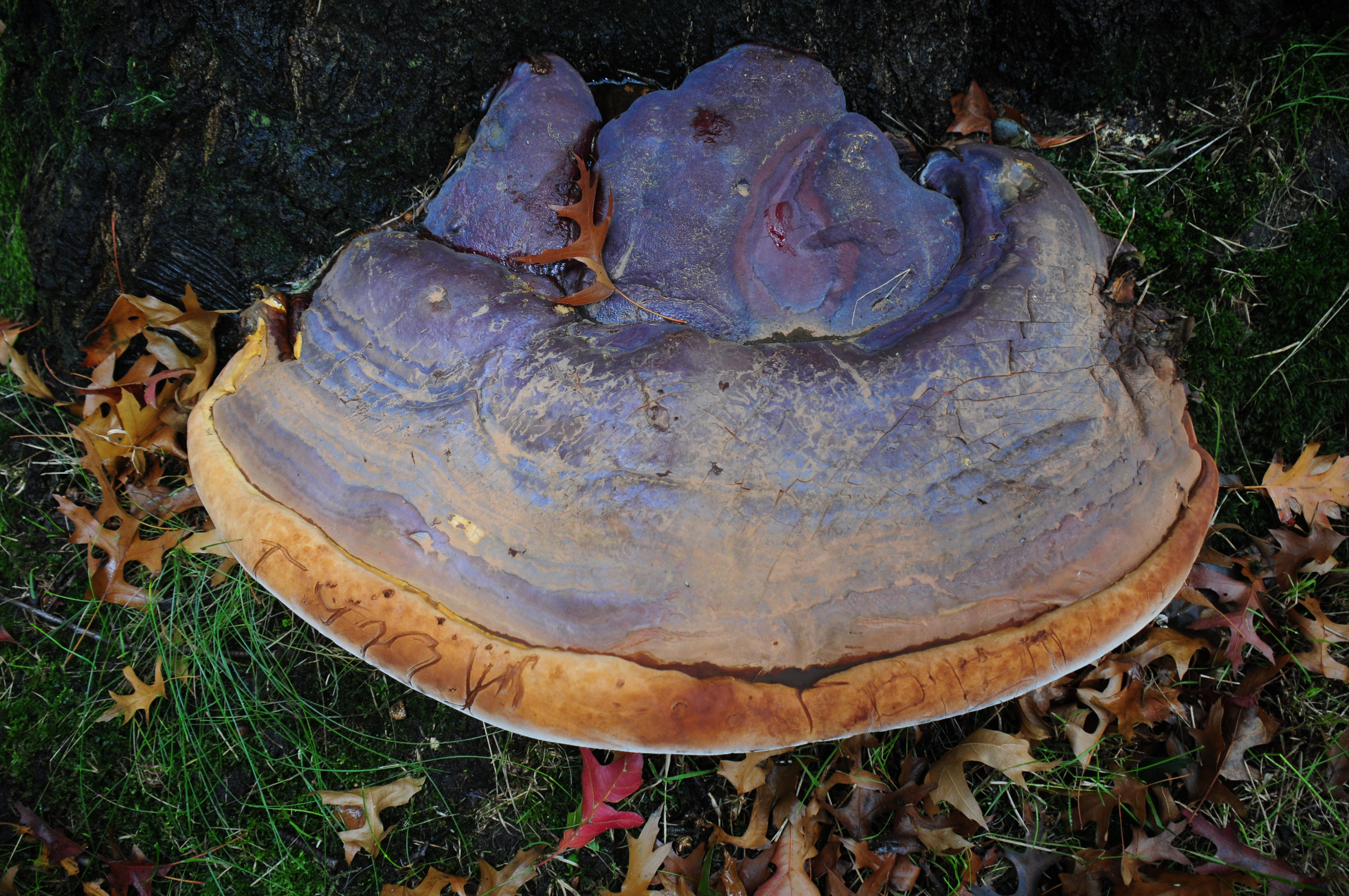
Lakownica jasnomiąższowa
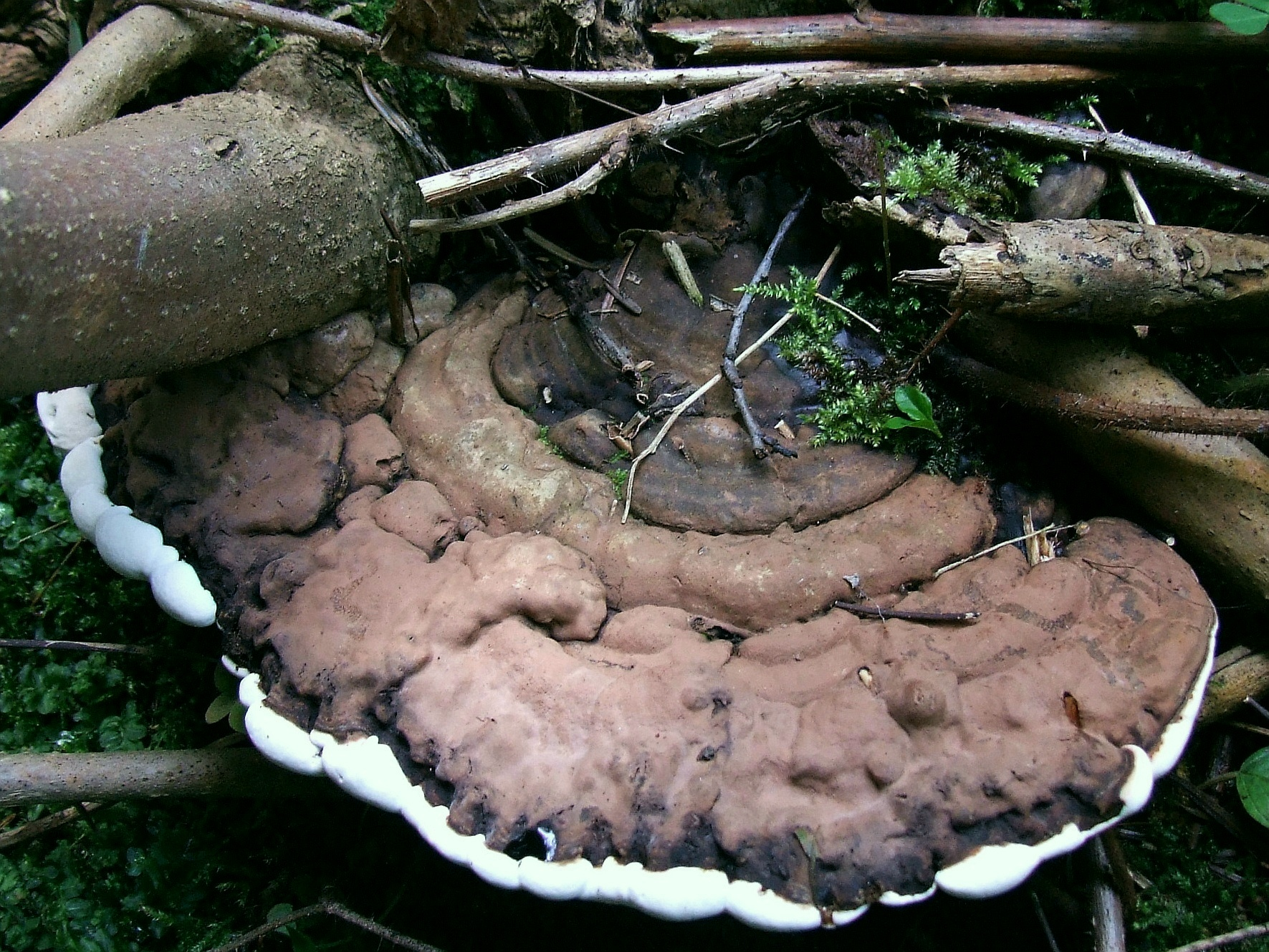
Lakownica spłaszczona